# هوغو سيمون
هوغو سيمون (بالألمانية: Hugo Simon)‏ هو لاعب فروسية استعراضية ‏ نمساوي، ولد في 3 أغسطس 1942 في Křivá Voda ‏ في التشيك.

## وصلات خارجية
- هوغو سيمون على موقع أوليمبيديا (الإنجليزية)